# ريتشيل زيمرمان
ريتشيل زيمرمان براتشمان (مواليد 1972) في كندا هي مخترعة ومختصة في علوم الفضاء. اخترعت ريتشيل "طابعة رموز بليس عام 1984 حيث جعلتها أسهل استخداماً على المستخدمين من ذوي الإعاقة الجسدية. إذ يمكن للمستخدم اختيار رموز بليس مختلفة لنقل أفكاره إلى الطابعة التي تترجم تلك الصور إلى نصٍ مكتوب. اشتهر هذا الاختراع على مستوى العالم وقد تلقّت ريتشيل عنه عدة جوائز وتكريمات

## حياتها
ولدت ريتشيل زيمرمان في لندن (أونتاريو). أظهرت منذ طفولتها اهتماماً كبيراً بالفن والنقاش والموسيقى والعلوم. عندما كانت في الثانية عشرة من عمرها، برمجت ريتشيل برنامجاً باستخدام رموز بليس. خصصت طابعة بليس سيمبول لخدمة ذوي الإعاقة الجسدية كالشلل الدماغي، حيث توفر طريقة بسيطة للتواصل. يمكن للمستخدم التأشير على رموز مختلفة على صفحة أو لوحة باستخدام لوحة لمس خاصة. عندما يختار المستخدم رمزاً، تحوّل الطابقة الصورة إلى كتاب باللغة الإنجليزية واللغة الفرنسية ما يتيح للمستخدم نقل أفكاره بفعالية وكفاءة. قادت فكرة مشروع العلوم الأصلي الذي عمليت عليه إلى فوزها بالميدالية الفضية على مستوى كندا، المعرض العالمي للمخترعين الشباب (1985) وجائزة تلفزيون YTV لإنجازات الشباب. نظراً لاهتمامها بتكنولوجيا الفضاء والذكاء المساعد، تعمل ريتشيل الآن في مختبر الدفع النفاث بهدف دعم ناسا في ابتكار ما يساعد ذوي الإعاقة.
التحقت ريتشيل بجامعة برانديز وحصلت منها على بكالوريوس في الفيزياء عام 1995 وعلى الماجستير في علوم الفضاء من جامعة الفضاء الدولية في فرنسا عام 1998. حاولت ريتشيل الحصول على درجة ماجستير في علم الفلك من جامعة ويسترن أونتاريو، لكنها أصيبت في حادث سيارة بعد التحاقها بالبرنامج لمدة شهرين، ما أجبرها على الانسحاب.

## عملها
عملت ريتشيل في مركز أميس للأبحاث والجمعية الكوكبية ووكالة الفضاء الكندية ومعهد كاليفورنيا للتقنية.
منذ عام 2003، توظفت في مختبر الدفع النفاث في ناسا كخبيرة في النظام الشمسي وتعليم التكنولوجيا والتوعية العامة. بفضل علاقات الصداقة التي كونتها في جامعة الفضاء الدولية، استطاعت ريتشيل تنظيم مسابقة لكتابة مقالات عن زحل لطلاب المدارس المتوسطة والثانوية في أكثر من 50 دولة. وقد نشر هذا العمل في «تقرير الكواكب» في مجلة الجمعية والوطنية للفضاء ومركز أميس للأبحاث التابع لناسا
تعمل ريتشيل حالياً في نظم طاقة النظائر المشعة وفي التعليم الرسمي لصالج بعثة كاسيني-هايجنز إلى زحل وقمر تيتان. تدير ريتشيل ورشات عمل عن «التطوّر الاحترافي» في رابطة مدرسي العلوم الوطنية والمؤتمرات السنوية لرابطة مدرّسي العلوم في كاليفورنيا. رأست ريتشيل جمعية تدريس العلوم للطلاب ذوي الإعاقة من عام 2013 حتى عام 2016.